# Allred (Nevada)
Allred is een spookstad in Nye County in de Amerikaanse staat Nevada. Op 17 april 1911 opende in de plaats een postkantoor met Allen Oxborrow en George Kump als postmeesters. Ruim een jaar later werd het postkantoor op 31 oktober 1912 gesloten. Er zijn geen overblijfselen van de nederzetting zichtbaar.